# 小行星4093
小行星4093（4093 Bennett）是一颗绕太阳运转的小行星，为主小行星带小行星。该小行星于1986年11月4日发现。

## 轨道参数
小行星4093的轨道半长轴为3.0164333 UA，离心率为0.033。
| 前一小行星： 小行星4092 | 小行星列表 | 後一小行星： 小行星4094 |